# Iris Mittenaere

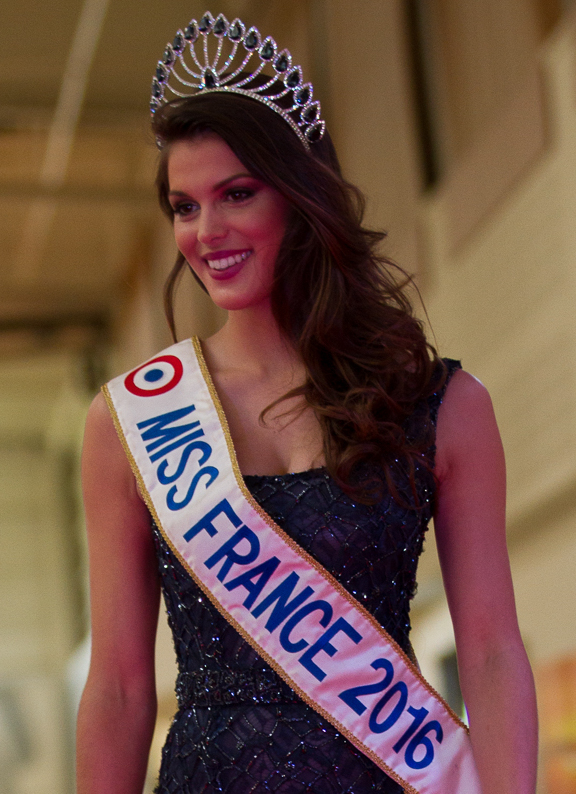
Iris Mittenaere (2016)

Iris Mittenaere (* 25. Januar 1993 in Lille) ist ein französisches Model.
Mittenaere, deren Eltern beide Lehrkräfte waren, wuchs bei ihrer Mutter in Steenvoorde auf. 2011 verließ sie das Lycée des Flandres in Hazebrouck mit einem naturwissenschaftlichen Baccalauréat und begann, an der Universität Lille II Medizin zu studieren. Später spezialisierte sie sich auf Zahnmedizin.
Während ihres Studiums, im Mai 2015, nahm sie an ihrem ersten Schönheitswettbewerb teil. Sie gewann den Titel Miss Flanders, im September wurde sie dann zur Miss Nord-Pas-de-Calais gekürt. Mittenaere unterbrach ihr Studium, um sich auf die Wahl zur Miss France zu konzentrieren, die sie im Dezember 2015 auch gewann.
Als Miss France setzte sie sich unter anderem für die Mundhygiene von Kindern ein. Mittenaere wurde am 30. Januar 2017 in Manila zur Miss Universe gekrönt. Nach Christiane Martel (1953) war sie die zweite Vertreterin Frankreichs, die diesen Titel erhielt, und die erste siegreiche europäische Vertreterin seit 25 Jahren (Angela Visser hatte 1989 gewonnen). Als Miss Universe setzte sie ihr Engagement für Zahngesundheit fort und zog vorübergehend nach New York City. Sie unterstützte den Verein Smile Train, der in Entwicklungsländern Kinder mit einer Lippen-Kiefer-Gaumenspalte behandelt.
2018 kehrte sie nach Frankreich zurück. Für den Sender TF1 arbeitete sie als Moderatorin, unter anderem bei der Show Ninja Warrior. Sie veröffentlichte eine Autobiografie mit dem Titel Toujours y croire und nahm an der neunten Staffel der Tanzshow Danse avec les stars teil. Mit dem Tänzer Anthony Colette erreichte sie den zweiten Platz. Sie war 2019 außerdem Hauptdarstellerin (meneuse de revue) in der im Paradis Latin aufgeführten Revue L’oiseau Paradis (ch. Kamel Ouali), vorher wirkte sie bereits bei einer Produktion im Folies Bergère mit. Mit 2,1 Millionen Followern nannte das französische Magazin Forbes sie 2019 eine der wichtigsten französischen Influencerinnen. Seit 2020 moderiert sie außerdem eine Radiosendung bei Chérie FM.